# Chelemys
A Chelemys az emlősök (Mammalia) osztályának rágcsálók (Rodentia) rendjébe, ezen belül a hörcsögfélék (Cricetidae) családjába tartozó nem.

## Rendszerezés
A nembe az alábbi 3 faj tartozik:
- Chelemys delfini Cabrera, 1905
- Chelemys macronyx Thomas, 1894
- Chelemys megalonyx Waterhouse, 1845 - típusfaj